# Mistrzostwa Polski w kolarstwie przełajowym 1961
Mistrzostwa Polski w kolarstwie przełajowym 1961 odbyły się w Poznaniu.

## Wyniki
- Stanisław Gazda (Start Bielsko)[1]
- Wiesław Jarzębski (Flota Gdynia)
- Kazimierz Bednarczyk (Legia Warszawa)